# 빈쓰엉
빈쓰엉(베트남어: Vĩnh Xương / 永昌 영창, 1661년 5월 ~ 1680년)은 베트남 막 왕조(莫朝)의 군주 막응우옌타인(莫元淸) 또는 막낀부(莫敬宇)의 연호이다.

## 연대 대조표
| 빈쓰엉 | 서기 (西紀) | 간지 (干支) | 후 레 왕조 연호                | 청나라 연호     |
| 원년   | 1661년      | 신축 (辛丑) | 빈토(永壽) 4년                 | 순치(順治) 18년 |
| 2년    | 1662년      | 임인 (壬寅) | 빈토 5년 반카인(萬慶) 원년     | 강희(康熙) 원년 |
| 3년    | 1663년      | 계묘 (癸卯) | 까인찌(景治) 원년              | 강희 2년        |
| 4년    | 1664년      | 갑진 (甲辰) | 까인찌 2년                     | 강희 3년        |
| 5년    | 1665년      | 을사 (乙巳) | 까인찌 3년                     | 강희 4년        |
| 6년    | 1666년      | 병오 (丙午) | 까인찌 4년                     | 강희 5년        |
| 7년    | 1667년      | 정미 (丁未) | 까인찌 5년                     | 강희 6년        |
| 8년    | 1668년      | 무신 (戊申) | 까인찌 6년                     | 강희 7년        |
| 9년    | 1669년      | 기유 (己酉) | 까인찌 7년                     | 강희 8년        |
| 10년   | 1670년      | 경술 (庚戌) | 까인찌 8년                     | 강희 9년        |
| 빈쓰엉 | 서기 (西紀) | 간지 (干支) | 후 레 왕조 연호                | 청나라 연호     |
| 11년   | 1671년      | 신해 (辛亥) | 까인찌(景治) 9년               | 강희(康熙) 10년 |
| 12년   | 1672년      | 임자 (壬子) | 즈엉득(陽德) 원년              | 강희 11년       |
| 13년   | 1673년      | 계축 (癸丑) | 즈엉득 2년                     | 강희 12년       |
| 14년   | 1674년      | 갑인 (甲寅) | 즈엉득 3년 득응우옌(德元) 원년 | 강희 13년       |
| 15년   | 1675년      | 을묘 (乙卯) | 득응우옌 2년                   | 강희 14년       |
| 16년   | 1676년      | 병진 (丙辰) | 빈찌(永治) 원년                | 강희 15년       |
| 17년   | 1677년      | 정사 (丁巳) | 빈찌 2년                       | 강희 16년       |
| 18년   | 1678년      | 무오 (戊午) | 빈찌 3년                       | 강희 17년       |
| 19년   | 1679년      | 기미 (己未) | 빈찌 4년                       | 강희 18년       |
| 20년   | 1680년      | 경신 (庚申) | 빈찌 5년 찐호아(正和) 원년     | 강희 19년       |

## 동시대 연호

### 베트남
후 레 왕조(後黎朝)
- 빈토(永壽) (1658년 ~ 1662년)
- 반카인(萬慶) (1662년)
- 까인찌(景治) (1663년 ~ 1671년)
- 즈엉득(陽德) (1672년 ~ 1674년)
- 득응우옌(德元) (1674년 ~ 1675년)
- 빈찌(永治) (1676년 ~ 1680년)
- 찐호아(正和) (1680년 ~ 1705년)

### 중국
청(淸)
- 순치(順治) (1644년 ~ 1661년)
- 강희(康熙) (1662년 ~ 1722년)

남명(南明)
- 정무(定武) (1646년 ~ 1663년)
- 영력(永曆) (1647년 ~ 1661년)

동녕국(東寧國)
- 영력(永曆) (1661년 ~ 1683년)

오주(吳周)
- 소무(昭武) (1678년)
- 홍화(洪化) (1679년 ~ 1681년)

기타
- 소유당(蕭惟堂) 천순(天順) (1661년)
- 양기륭(楊起隆) 광덕(廣德) (1673년)

### 일본
- 간분(寬文) (1661년 ~ 1673년)
- 엔포(延寶) (1673년 ~ 1681년)

## 같이 보기
- 다른 왕조의 같은 연호
  - 동진(東晉) 영창(永昌, 322년 ~ 323년)
  - 당(唐) 영창(永昌, 689년)
  - 순(順) 영창(永昌, 1644년 ~ 1645년)

- 베트남의 연호

| 이전 투언득(順德) | 막 왕조의 연호 1661년 ~ 1680년 | 다음 《미개원》 《후 레 왕조 찐호아(正和)》 |